# Icianthus
Icianthus là chi thực vật có hoa trong họ Cải.